# Yabayo
Yabayo – miasto w Wybrzeżu Kości Słoniowej, w dystrykcie Bas-Sassandra, w regionie Nawa, w departamencie Soubré.